# Аккомак (Вірджинія)
Аккомак (англ. Accomac) — місто (англ. town) в США, в окрузі Аккомак штату Вірджинія. Населення — 519 осіб (2020).

## Географія
Аккомак розташований за координатами 37°43′10″ пн. ш. 75°40′4″ зх. д. / 37.71944° пн. ш. 75.66778° зх. д. (37.719561, -75.667784).  За даними Бюро перепису населення США в 2010 році місто мало площу 1,00 км², з яких 1,00 км² — суходіл та 0,00 км² — водойми. В 2017 році площа становила 1,06 км², з яких 1,06 км² — суходіл та 0,00 км² — водойми.

## Демографія
Згідно з переписом 2010 року, у місті мешкало 519 осіб у 183 домогосподарствах у складі 117 родин. Густота населення становила 520 осіб/км².  Було 229 помешкань (230/км²).
Расовий склад населення:
| - 75,0 % — білих - 20,4 % — чорних або афроамериканців - 0,6 % — азіатів - 0,2 % — вихідців з тихоокеанських островів - 3,3 % — осіб інших рас |

До двох чи більше рас належало 0,6 %. Частка іспаномовних становила 8,7 % від усіх жителів.
За віковим діапазоном населення розподілялося таким чином: 17,0 % — особи молодші 18 років, 67,8 % — особи у віці 18—64 років, 15,2 % — особи у віці 65 років та старші. Медіана віку мешканця становила 37,8 року. На 100 осіб жіночої статі у місті припадало 144,8 чоловіків;  на 100 жінок у віці від 18 років та старших — 139,4 чоловіків також старших 18 років.
Середній дохід на одне домашнє господарство  становив 54 842 долари США (медіана — 39 659), а середній дохід на одну сім'ю — 62 090 доларів (медіана — 48 750). За межею бідності перебувало 9,4 % осіб, у тому числі 8,5 % дітей у віці до 18 років та 8,1 % осіб у віці 65 років та старших.
Цивільне працевлаштоване населення становило 165 осіб. Основні галузі зайнятості: освіта, охорона здоров'я та соціальна допомога — 27,3 %, мистецтво, розваги та відпочинок — 15,8 %, роздрібна торгівля — 14,5 %.